# Gibbs Technologies
Das Unternehmen Gibbs Technologies ist ein seit dem Jahre 1996 existenter Automobilhersteller im Sektor der Amphibienfahrzeuge. Gründer des Unternehmens war Alan Gibbs, der bereits seit 1995 an einem Fahrzeugkonzept arbeitete. Chairman der Gibbs Technologies ist Neil Jenkins, der eine wichtige Rolle bei der Entwicklung des Jaguar XJ220 spielte. Der Unternehmenssitz befindet sich in Nuneaton.
Folgende Fahrzeuge werden von Gibbs Technologies hergestellt:
- Gibbs Aquada, seit 1996
- Gibbs Humdinga, seit 2006
- Gibbs Quadski, seit 2006